# La leggenda di Mor'du
La leggenda di Mor'du è un cortometraggio animato statunitense diretto nel 2012 da Brian Larsen.

## Trama
Il cortometraggio comincia con la strega buona che fa accomodare un cliente in casa sua. Il cliente le chiede l'incantesimo dell'orso. La fattucchiera gli racconta la storia dell'Orso Mor'du: 30 anni fa, la Scozia era regnata da un re buono e saggio che aveva quattro figli, ognuno dei quali aveva un talento: il figlio più piccolo era saggio, il terzo era compassionevole, il secondo era giusto e il figlio maggiore era forte. Alla morte del padre, il regno venne diviso equamente fra la sua progenie.
Ma Mor'du era pieno di avidità, quindi fece guerra ai suoi fratelli. Sperando di volgere le sorti della guerra a suo favore, il principe andò dalla strega chiedendole un incantesimo che gli donasse la forza di dieci uomini: e la strega gli diede una pozione da bere, ma lo avvertì che avrebbe dovuto fare una scelta: o fare ammenda, riconciliandosi con i suoi fratelli, o subire un brutto destino cercando di realizzare il suo obiettivo.
Mettendo in scena una falsa tregua, Mor'du bevve la pozione trasformandosi in un orso senza ascoltare i consigli della saggia strega. Infatti, invece di riparare i legami familiari lacerati dal suo orgoglio, il principe accettò la sua nuova forma ed uccise i  fratelli nella sala del trono, uccise pure i loro eserciti, compresi donne, bambini e neonati, cosa di cui anche la strega rimane dispiaciuta e sconvolta. Cercò poi di comandare il suo esercito per governare il regno, ma i soldati, che non avevano ucciso nessuno e non approvavano la sua crudeltà, lo videro solo come una creatura selvaggia. Lui, divenuto dopo due giorni un orso anche di carattere e non ricordando più niente (siccome non aveva fatto ammenda dei suoi crimini in quei due giorni di tempo), attaccò dunque i suoi ex uomini.
La strega conclude così la storia e offre l'incantesimo sotto forma di una torta per l'ospite, che si rivela essere il giovane Dingwall, figlio adolescente del lord del clan omonimo. Egli, terrorizzato, dice che si era solo fermato lì per bere un bicchiere d'acqua e corre fuori dalla casa e dal bosco.

## Ruolo di spin-off
Questo cortometraggio è uno spin-off del film del 2012 Ribelle - The Brave, e con la storia narrata dalla strega è il prequel di esso. Nelle brevi scene iniziale e finale, in cui il giovane Dingwall viene fatto accomodare mentre la strega racconta, è anche un midquel del film, ambientato probabilmente durante la scampagnata di Merida e la madre-orsa Elinor nel pescare i pesci fino al tramonto, prima di scoprire lo stesso Mor'du nella foresta, tra le rovine della sua sala del trono.